# Maria Teresa de Löwenstein-Wertheim-Rosenberg
Maria Teresa (Roma, 4 de janeiro de 1870 — Viena, 17 de janeiro de 1935), foi uma Princesa de Löwenstein-Wertheim-Rosenberg, filha do príncipe Carlos e de sua esposa, a princesa Sofia de Liechtenstein. Seu marido foi Miguel Januário de Bragança, pretendente miguelista ao trono português de 1866 a 1920.

## Biografia
Nascida em Roma, Itália, Maria Teresa era a quarta filha de Carlos, o sexto príncipe de Löwenstein-Wertheim-Rosenberg, e de sua segunda esposa, a princesa Sofia de Liechtenstein. 
No dia 8 de Novembro de 1893, em Kleinheubach, Alemanha, ela casou-se com seu primo Miguel Januário de Bragança, filho do ex-infante D. Miguel de Bragança e de D. Adelaide (sua tia paterna). Miguel Januário era, desde 1881, viúvo de Isabel de Thurn e Taxis.
Eles tiveram oito filhos:
1. Isabel Maria de Bragança (1894-1970), tornou-se, por casamento, princesa de Thurn e Taxis;
2. Maria Benedita de Bragança (1896-1971), não se casou;
3. Mafalda de Bragança (1898-1918), não se casou;
4. Maria Ana de Bragança (1899-1971), tornou-se, por casamento, princesa de Thurn e Taxis;
5. Maria Antónia de Bragança (1903-1973), casou-se com o norte-americano Sidney Ashley Chanler;
6. Filipa de Bragança (1905-1990), não se casou;
7. Duarte Nuno de Bragança (1907-1976), casou-se com Maria Francisca de Orléans e Bragança e reivindicou o título de Duque de Bragança;
8. Maria Adelaide de Bragança (1912-2012), casou-se com o neerlandês Nicolaas van Uden;

Maria Teresa viveu na Alemanha. Faleceu em Viena, na Áustria, aos sessenta e cinco anos de idade.